# Стукалов, Лев Яковлевич
Лев Яковлевич Стукалов (род. 23 февраля 1945) — российский театральный режиссёр, педагог, Заслуженный артист Российской Федерации. Художественный руководитель Санкт-Петербургского «Нашего театра».

## Биография
Лев Стукалов родился 23 февраля 1945 года в Ленинграде. В 1971 году окончил Ленинградский институт театра, музыки и кинематографии (ныне РГИСИ), класс профессора Г. А. Товстоногова. Осуществлял постановки во многих городах России, в Ленинграде (ныне Санкт-Петербург), выпускал спектакли в театре Драмы и Комедии на Литейном, в театре Комедии имени Акимова, в театре имени В. Ф. Комиссаржевской, в Молодёжном театре, в Учебном театре Академии театрального искусства.
В 1992—1994 год Л. Я. Стукалов являлся художественным руководителем Омского академического театра драмы. В его творческом багаже — совместные проекты с театрами Америки, Польши и Японии.
Широкую известность принесли Л. Я. Стукалову постановки: «Кража» В. П. Астафьева, «Лягушки» Аристофана, «Панночка» Н. Садур, «Все о Еве» М. Орра и Р. Дэнхема, «Горячее сердце» А. Н. Островского, «Игрок» Ф. М. Достоевского, «Липериада» М. Лассила, «Лав» М. Шизгэла, «Скамейка» А. И. Гельмана, «Я — Медея!» Ж. Ануя, «Пушкин. Борис Годунов» и др.
Будучи педагогом по актёрскому мастерству и доцентом Академии театрального искусства, Л. Я. Стукалов воспитал целый десант великолепных артистов. На основе курса 2000 года был создан «Наш театр». Его художественным руководителем стал Л. Я. Стукалов
Лев Стукалов о «Нашем театре»: «На вопрос о творческом кредо отвечаю — это театр для простых людей».

## Творческий путь
- 1970 — «Кража» В. П. Астафьева — Красноярский ТЮЗ;
- 1971 — «Горячее сердце» А. Н. Островского — ЛГИТМИК, Дипломный спектакль
- 1971 — «Мы, Винни Пух и все, все, все» А. Милна — Омский ТЮЗ
- 1972 — «Спартак» В. С. Жука — Омский ТЮЗ
- 1975 — «Царь Борис» А. К. Толстого, художник-постановщик Шавловский С. С. — Красноярский ТЮЗ;
- 1979 — Мастерская молодого актёра и режиссёра ЛО ВТО
- 1980 — «Лягушки» Аристофана — Мастерская молодого актёра и режиссёра ЛО ВТО
- 1987 — «Месяц падающих звезд» Л. Н. Разумовской — Ленинградский областной театр
- 1988 — «Все о Еве» Р. Дэнхема и М. Орра — Ленинградский академический театр Комедии
- 1989 — «Биография» Макса Фриша — Ленинградский академический театр Комедии
- 1990 — «Ромул Великий» Ф. Дюрренматта — Ленинградский академический театр Комедии
- 1992 — «Панночка» Н. Н. Садур (сценография Александра Орлова) — Омский академический театр драмы; 2008 — Самарский академический театр драмы
- 1993 — «Дело корнета О.» Е. А. Греминой — Омский академический театр драмы
- 1994 — «Игрок» Ф. М. Достоевского, (сценография Александра Орлова) — Milwaukee Repertory Theatre (USА)
- 1998 — «Оглянись во гневе» Джон Осборн — Камерный театр, Литва, Клайпеда.
- 2011 — «Шум за сценой» Майкл Фрейн — Санкт-Петербургский академический театр Комедии.

## «Наш театр»
- 2000 — «Липериада» — комический музыкальный эпос по повести Майю Лассила «За спичками» (художник Ольга Саваренская, композитор Борис Фогельсон)
- 2000 — «Лав» комедия-фарс Мюррэя Шизгала (художник Ольга Саваренская, Виктор Березинский)
- 2001 — «Ту-би-Ду!» пьеса-фантазия Л. Я. Стукалова по мотивам сказочных историй Памелы Трэверс (художник Айгерим Бекмуханбетова, композитор Давид Запольский, текст песен Вадим Жук)
- 2001 — «Панночка» Нины Садур (художник Александр Орлов, композитор Эдуард Глейзер)
- 2001 — «Дело корнета О-ва» Елены Греминой (сценография Александр Орлов, художник по костюмам И. Чередникова)
- 2002 — «Игрок» по роману Ф. М. Достоевского (сценография Э. Капелюш, художник по костюмам — Ирина Чередникова, композитор — Эдуард Глейзер)
- 2003 — «Женщина в песках» по роману Кобо Абэ (сценография Александр Орлов, музыкальный руководитель Леонид Левин)
- 2004 — «Моя старшая сестра» Александра Володина (художник Марина Еремейчева)
- 2004 — «Лягушки» — комедия Аристофана (художник Марина Еремейчева, композитор Давид Запольский)
- 2006 — «Всё о Еве» — мюзикл М. Орра и Р. Дэнема (сценография Дмитрий Орлов, художник по костюмам Марина Еремейчева)
- 2006 — «Я — Медея» Жана Ануя (сценография Александра Орлова, художник по костюмам Марина Еремейчева)
- 2007 — «Скамейка» Александра Гельмана (сценография Александра Орлова, художник по костюмам Марина Еремейчева)
- 2008 — «Пигмалион» Бернарда Шоу (сценография Александра Орлова, художник по костюмам Марина Еремейчева, композитор Леонид Левин)
- 2009 — «Человек и джентльмен» Эдуардо де Филиппо (композитор Леонид Левин, художник по костюмам Мария Первушина)
- 2011 — «Стриптиз» — трагифарс Славомира Мрожека (композитор Леонид Левин, художник Мария Первушина)
- 2012 — «Halpern and Johnson» — лирическая комедия Лионеля Гольдштейна (художник Марина Еремейчева)
- 2012 — «Что случилось в Зоопарке» — трагическая клоунада по пьесе Эдварда Олби (художник Марина Еремейчева)
- 2019 — «Пушкин. Борис Годунов» — спектакль, который никогда не будет поставлен. (художник Марина Еремейчева)

## Премии и награды
- Заслуженный артист России (2005)
- 2000 — Диплом победителя фестиваля «Рождественский парад» («Липериада»)
- 2001 — Диплом победителя на X фестивале «Театры Санкт-Петербурга — Детям» («Ту-би-Ду»)
- 2002 — Дипломант Высшей театральной премии СПб «Золотой софит» «Лучший спектакль» («Игрок»)
- 2006 — Дипломант Высшей театральной премии СПб «Золотой софит» в номинации «Лучший спектакль на большой сцене», в номинации «Лучшая режиссура» («Женщина в песках»)
- 2006 — Лауреат Международного фестиваля «Добрый театр» в номинации «Лучшая режиссура» («Женщина в песках»)
- 2006 — Лауреат Высшей театральной премии Санкт-Петербурга «Золотой Софит» в номинации «Лучший спектакль на малой сцене» («Я — Медея!»)
- 2008 — Лауреат Х Международного фестиваля «Добрый театр»: «Лучшая режиссура» — Лев Стукалов, « Лучшая женская роль» — Марианна Семёнова.
- 2008 — Дипломант Высшей театральной премии Санкт-Петербурга «Золотой Софит» в номинации «Лучший спектакль на большой сцене» («Пигмалион»)
- 2009 — Лауреат Х Международного фестиваля «Добрый театр 2010» в номинации «Лучший спектакль» («Человек — джентльмен»)
- 2009 — Дипломант Высшей театральной премии Санкт-Петербурга «Золотой Софит» в номинации «Лучший спектакль на малой сцене» («Скамейка»)
- 2010 — Лауреат Х Международного фестиваля «Добрый театр»: «Лучшая режиссура» («Скамейка»)
- 2010 — Лауреат Х Международного фестиваля «Добрый театр»: «Лучшая режиссура» («Скамейка»)
- 2011 — Дипломант Высшей театральной премии Санкт-Петербурга «Золотой Софит» в номинации «Лучший спектакль на малой сцене». («Стриптиз»)
- 2012 — Дипломант XI Международного театрального фестиваля «Добрый театр» в номинации «Лучшая режиссура» («Стриптиз»)
- 2012 — дипломант XI Международного театрального фестиваля «Добрый театр» в номинации «Лучшая режиссура» («Halpern & Johnson»)
- 2019 — Дважды лауреат Высшей театральной премии Санкт-Петербурга «Золотой Софит» в номинациях "Лучшая режиссура" и "Лучший спектакль на малой сцене"